# روب هاريسون
روب هاريسون (بالإنجليزية: Rob Harrison) هو منافس ألعاب قوى بريطاني، ولد في 5 يونيو 1959.

## وصلات خارجية
- روب هاريسون على موقع الاتحاد الدولي لألعاب القوى (الإنجليزية)
- روب هاريسون على موقع اتحاد ألعاب الكومنولث (مؤرشف) (الإنجليزية)